# Алтона (Колорадо)
Алтона (англ. Altona) — переписна місцевість (CDP) в США, в окрузі Боулдер штату Колорадо. Населення — 512 особи (2020).

## Географія
Алтона розташована за координатами 40°7′21″ пн. ш. 105°17′46″ зх. д. / 40.12250° пн. ш. 105.29611° зх. д. (40.122533, -105.296057).  За даними Бюро перепису населення США в 2010 році переписна місцевість мала площу 4,51 км², з яких 4,37 км² — суходіл та 0,15 км² — водойми.

## Демографія
Згідно з переписом 2010 року, у переписній місцевості мешкала 501 особа в 220 домогосподарствах у складі 151 родини. Густота населення становила 111 особа/км².  Було 234 помешкання (52/км²).
Расовий склад населення:
| - 94,4 % — білих - 2,0 % — азіатів - 0,8 % — чорних або афроамериканців - 0,4 % — корінних американців - 0,2 % — вихідців з тихоокеанських островів |

До двох чи більше рас належало 1,6 %. Частка іспаномовних становила 5,2 % від усіх жителів.
За віковим діапазоном населення розподілялося таким чином: 16,6 % — особи молодші 18 років, 64,2 % — особи у віці 18—64 років, 19,2 % — особи у віці 65 років та старші. Медіана віку мешканця становила 52,7 року. На 100 осіб жіночої статі у переписній місцевості припадало 105,3 чоловіків;  на 100 жінок у віці від 18 років та старших — 102,9 чоловіків також старших 18 років.
Середній дохід на одне домашнє господарство  становив 124 662 долари США (медіана — 90 114), а середній дохід на одну сім'ю — 136 515 доларів (медіана — 95 074). Медіана доходів становила 93 125 доларів для чоловіків та 30 441 долар для жінок. За межею бідності перебувало 10,2 % осіб, у тому числі 14,4 % дітей у віці до 18 років та 0,0 % осіб у віці 65 років та старших.
Цивільне працевлаштоване населення становило 351 осіб. Основні галузі зайнятості: освіта, охорона здоров'я та соціальна допомога — 36,2 %, науковці, спеціалісти, менеджери — 14,5 %, інформація — 10,8 %.